# Anna Vissi
Anna Vissi (in greco: Άννα Βίσση) (Larnaca, 20 dicembre 1957) è una cantante cipriota di origine cipriota greca, conosciuta soprattutto in Grecia, a Cipro e negli Stati Uniti.
Anna Vissi ha venduto più di 30 milioni di dischi. Dal 1995 ha ricevuto 24 dischi di platino. Nel 2005 giunse al primo posto della classifica americana con la canzone "Call me", la versione inglese della sua canzone greca "Eisai Ise" che interpretò dal vivo nella cerimonia di chiusura delle Olimpiadi di Atene 2004.
Anna Vissi, nella sua carriera trentennale è la cantante greca che ha venduto il maggior numero di dischi. Nel 2000 il suo doppio album Kravgi ha ricevuto 7 dischi di platino.
I mass media parlano di lei come la Madonna greca e i suoi fans la chiamano "Thea" (dea).
Ha partecipato a tre edizioni dell'Eurovision Song Contest: nel 1980 per la Grecia con la canzone "Autostop" che giunse al 13º posto, nel 1982 per Cipro con il brano "Mono i agapi" ("Solo amore") che si piazzò in 5ª posizione, il miglior risultato di sempre per l'isola mediterranea fino al 2018, e di nuovo la Grecia nell'edizione casalinga del 2006, con la canzone "Everything" ("Tutto"), di cui ha scritto le parole, mentre la musica è stata composta dal suo ex-marito Nikos Karvelas, e con essa ha conquistato il 9º posto.

## Discografia

### Album in greco
- 1977: As Kanoume Apopse Mian Arhi
- 1979: Kitrino Galazio - 2x Platinum
- 1980: Nai - Gold
- 1982: Anna Vissi - Gold
- 1982: Eimai To Simera Kai Eisai To Hthes
- 1984: Na 'Hes Kardia - Gold
- 1985: Kati Simveni - Gold
- 1986: I Epomeni Kinisi - 2x Platinum
- 1988: Tora - Gold
- 1988: Empnefsi! - Gold
- 1989: Fotia - Platinum
- 1990: Eimai - Gold
- 1992: Emeis - Gold
- 1992: Lambo - Platinum
- 1994: Re! - Gold
- 1995: O! Kypros - Platinum
- 1996: Klima Tropiko - 3x Platinum
- 1997: Travma - 3x Platinum
- 1998: Antidoto - 3x Platinum
- 2000: Kravgi - 7x Platinum
- 2002: X - 2x Platinum
- 2003: Paraksenes Eikones - 2x Platinum
- 2005: Nylon - Platinum
- 2008: Apagorevmeno - 2x Platinum
- 2010: Agapi Ine Esi - Gold
- 2015: Sinentefxi - Gold

### Album in inglese
- 2000: Everything I Am - Gold

### Singoli
- 1997: Forgive Me This
- 2000: Agapi Ypervoliki - 4х Platinum
- 2000: Everything I Am - Platinum
- 2004: Remixes 2004 - Gold
- 2005: Call Me - Gold
- 2006: Everything - Gold
- 2012: Tiranniemai

### DVD
- 2001: Anna Vissi: The Video Collection - Gold
- 2005: Anna Vissi Live - Gold